# Wąsoszki
Wąsoszki (prononciation : [vɔ̃ˈsɔʂki], en allemand : Wonzower Weg) est un  village polonais de la gmina de Krajenka dans le powiat de Złotów de la voïvodie de Grande-Pologne dans le centre-ouest de la Pologne.
Il se situe à environ 2 kilomètres au nord-est de Krajenka (siège de la gmina), 6 kilomètres au sud-ouest de Złotów (siège du powiat), et à 102 km au nord de Poznań (capitale de la Grande-Pologne).

## Histoire
De 1975 à 1998, le village faisait partie du territoire de la voïvodie de Piła.

Depuis 1999, Wąsoszki est situé dans la voïvodie de Grande-Pologne.
Le village possède une population de 80 habitants.